# Jan Teofil Sikorski
Jan Teofil Sikorski herbu Cietrzew (zm. 1740) – pisarz grodzki pomorski w latach 1726-1740, burgrabia pomorski w latach 1719-1725.
Jako poseł na sejm konwokacyjny 1733 roku z powiatu tczewskiego był członkiem konfederacji generalnej zawiązanej 27 kwietnia 1733 roku na tym sejmie.